# Open Saint-Brieuc Armor Agglomération 2023
L'Open Saint-Brieuc Armor Agglomération 2023 è stato un torneo maschile di tennis giocato sul cemento indoor. È stata la 18ª edizione del torneo Saint-Brieuc Challenger, facente parte della categoria Challenger 75 nell'ambito dell'ATP Challenger Tour 2023. Si è giocato alle Salle Steredenn / Tennis Club de Saint-Brieuc di Saint-Brieuc, in Francia, dal 20 al 26 marzo 2023.

## Partecipanti

### Teste di serie
| Nazionalità | Giocatore                | Ranking* | Testa di serie |
| ----------- | ------------------------ | -------- | -------------- |
| Francia     | Antoine Escoffier        | 197      | 1              |
| Australia   | Li Tu                    | 211      | 2              |
| Francia     | Evan Furness             | 223      | 3              |
| Portogallo  | Frederico Ferreira Silva | 226      | 4              |
| Belgio      | Gauthier Onclin          | 228      | 5              |
| Belgio      | Raphaël Collignon        | 238      | 6              |
| Francia     | Harold Mayot             | 251      | 7              |
| Lituania    | Ričardas Berankis        | 253      | 8              |

* Ranking al 13 marzo 2023.

### Altri partecipanti
I seguenti giocatori hanno ricevuto una wild card per il tabellone principale:
- Antoine Ghibaudo
- Sascha Gueymard Wayenburg
- Pierre-Hugues Herbert

I seguenti giocatori sono entrati in tabellone come alternate:
- Clément Chidekh
- Calvin Hemery
- Giovanni Oradini

I seguenti giocatori sono passati dalle qualificazioni:
- Mark Lajal
- Mathias Bourgue
- Jurgen Briand
- Alexandre Reco
- Constantin Bittoun
- Lucas Poullain

## Punti e montepremi
| Torneo    | Torneo              | V     | F     | SF    | QF    | 2T    | 1T  | Q | Q2  | Q1  |
| Singolare | Punti               | 75    | 50    | 30    | 16    | 7     | 0   | 4 | 2   | 0   |
| Singolare | Premi in denaro (€) | 9 880 | 5 820 | 3 450 | 2 000 | 1 165 | 720 | – | 360 | 185 |
| Doppio    | Punti               | 75    | 50    | 30    | 16    | –     | 0   | – | –   | –   |
| Doppio    | Premi in denaro (€) | 4 250 | 2 450 | 1 480 | 880   | –     | 500 | – | –   | –   |

## Campioni

### Singolare
Ričardas Berankis ha sconfitto in finale  Dan Added con il punteggio di 6–3, 6(3)–7 7–6(5).

### Doppio
Dan Added /  Albano Olivetti hanno sconfitto in finale  Patrik Niklas-Salminen /  Bart Stevens con il punteggio di 4–6, 7–6(7), [10–6].